# Centenário do Sul
Centenário do Sul este un oraș în Paraná (PR), Brazilia.